# 読書の時間
「読書の時間」（どくしょのじかん）は、桂三枝（現・六代桂文枝）による創作落語の演目。作者や林家正蔵 (9代目)、三遊亭円楽 (7代目)などが演目にしている。

## あらすじ
ある日、父親が「竜馬がゆく」を探していると聞いて妻が驚く。こんな本を読んでいると聞いたことは一度もなかったからだ。その日、息子の高校では「読書の時間」があり、ひょっとしたらその「竜馬がゆく」を持って行ったのではないかと言う。すると父親は焦りだし、実は表紙のカバーは「竜馬がゆく」だが、中身はポルノ小説だったことを白状する。
一方学校では、読書の時間が始まっていた。しかも、大きな声でその「竜馬がゆく」を読めと言われてしまった。
その本のセリフを大きい声で読むが、先生は全く気が付かない。しかし、
「大きな声で読め!」
「はい!」「『あっ!ダメ!外に人が!』と言おうとするのを唇で押えられマヤはリョウヘイの背中に爪を立てた。」
「ちょっと待て! 竜馬じゃないのか? リョウヘイって誰だ! 本を見せろ! 『竜馬がゆく』だよなぁ…おぉ! お父さんなんてことを…これは先生の方から送り返しておくから、君は『志賀直哉』を読んでおきなさい!」
そして、そのことを母親に聞いた父親は息子に謝った。すると、息子が父親に『壬生義士伝』をプレゼントしたが、中身はまたポルノ小説だった。